# Albert Bierstadt
Albert Bierstadt (Solingen, 7 de enero de 1830-Nueva York, 18 de febrero de 1902) fue un pintor estadounidense de ascendencia alemana, especialmente conocido por sus grandiosas escenas del Oeste de Estados Unidos. Miembro de la segunda generación de pintores de la Escuela del río Hudson, algunas de sus obras se incluyen dentro de la Escuela de las Montañas Rocosas y del Luminismo americano.

## Juventud, aprendizaje y primeras obras
En 1833 sus padres emigraron, junto con otros dos hijos, a Estados Unidos, asentándose en New Bedford, Massachusetts, donde Bierstadt comenzó a dibujar y a pintar, de forma enteramente autodidacta. También se interesó por el daguerrotipo y por la naciente fotografía, ya que su hermano Charles Bierstadt era fotógrafo profesional. Entre 1850 y 1853 trabajó realizando ilustraciones monocromáticas en un periódico local.
Volvió a Alemania en 1853 con intención de ser alumno del pintor Joahann Peter Hasenclever, un pariente lejano. Al llegar a Düsseldorf se enteró de que Hasenclever había fallecido poco antes. Entre 1853 y 1857 estudió pintura paisajística con los profesores Karl Friedrich Lessing y Andreas Achenbach de la Academia de Bellas Artes de Düsseldorf. Realizó varios viajes a través de Alemania y Suiza —a veces con Emanuel Leutze o con Worthington Whittredge— realizando numerosos dibujos y bocetos, empleados después para realizar lienzos al óleo en su estudio. En Roma estuvo un tiempo con Sanford Robinson Gifford, finalizando el viaje en 1857. De esta época son algunos paisajes de Nueva Inglaterra y del norte del Estado de Nueva York. Su primera obra exhibida fue Lake Lucerne (1858) en la National Academy of Design, donde expuso ocho lienzos más al año siguiente.

## Carrera artística
En 1859, Bierstadt hizo su primer viaje al Oeste de Estados Unidos, acompañando a Frederick W. Lander, un agrimensor del gobierno de los Estados Unidos, dotado de un equipo de topografía. Este viaje fue decisivo para su carrera artística, y le sirvió para realizar numerosos bocetos de paisajes de las Montañas Rocosas. A su regreso a Nueva York, instaló un estudio en el Tenth Street Studio Building, realizando lienzos basados en sus bocetos. En 1860 expuso, en la National Academy of Design, su primera obra sobre el oeste  pero su mayor éxito fue cuando exhibió Las Montañas Rocosas, Lander's Peak (1863) en su país y en extranjero.
En 1863, Bierstadt viajó de nuevo al oeste, esta vez en compañía del autor Fitz H. Ludlow. Después de su divorcio, la exesposa de Ludlow —Rosalie—  y Bierstadt se se casaron en 1866. La pareja pasó siete semanas en el Valle de Yosemite, bordeando después la costa del Noroeste del Pacífico. Bierstadt realizó diversos estudios y bocetos en plenairismo en varios lugares de la Sierra Nevada.
En 1867, Bierstadt regresó a Europa —ahora con su esposa— viajando por varios países durante dos años. En diciembre de 1867 —en Londres— exhibió Las Montañas Rocosas, Lander's Peak  y Tormenta en las Montañas Rocosas, Mt. Rosalie.en una recepción privada ante la reina Victoria.
De regreso a Estados Uinidos, volvió en 1871 a California, donde permaneció dos años y conoció al fotógrafo Eadweard Muybridge. En febrero y marzo de 1872 volvió al valle de Yosemite para representar aquel lugar cubierto por la nieve, regresando en junio del mismo año para trabajar en condiciones climáticas más favorables.
Entre 1874 y 1876 realizó dos pintura de historia  —Discovery oh the Hudson River y Entrance into Monterey— para la Cámara de Representantes, en el Capitolio de los Estados Unidos.

### Últimos años
Su esposa —Rosalie— fue diagnosticada de tuberculosis en 1876, y Bierstadt pasó cada vez más tiempo con ella, en el clima más cálido de Nasáu (Bahamas), hasta su muerte en 1893. Entretanto, hizo viajes porCanadá y Estados Unidos, visitando Yellowstone por última vez en 1881. Es de esta época la obra The Shore of the Turquoise Sea (1878). Bierstadt continuó manteniendo un estudio en Irvington (Nueva York), destruido en 1882 por un incendio, perdiéndose muchas de sus pinturas.
Bierstadt —en sus últimos años— fue perdiendo el favor de la crítica, De hecho, su éxito profesional finalizó cuando el lienzo Los últimos búfalos fue rechazado en la Exposición Universal de París de 1889. Su estilo se consideraba demasiado teatral y pasado de moda, mientras que el gusto artístico tendía progresivamente a la escuela de Barbizon, al impresionismo, a lienzos de tamaño más reducido o de carácter más íntimo.

## Algunas obras de Albert Bierstadt
Bierstadt fue un pintor muy prolífico, a quien se atribuyen unas 500 obras. En los siguientes enlaces se encontrará cumplida información sobre algunas de sus pinturas:
- Moat Mountain, Intervale (1862 ca.)
- Las Montañas Rocosas, Lander's Peak (1863)
- Looking down Yosemite Valley (1865)
- Looking up Yosemite Valley (1865-67 ca.)
- Tormenta en las Montañas Rocosas, Mt. Rosalie (1866)
- Vista del Niágara (1869)
- Cathedral Rocks, valle de Yosemite (1872)
- Las cataratas de San Antonio (1880-87 ca.)
- Los últimos búfalos (1888)